# New-York-City-Marathon 2023
Der New-York-City-Marathon 2023 (offiziell: TCS New York City Marathon 2023) war die 52. Ausgabe der jährlich stattfindenden Laufveranstaltung in New York City, Vereinigte Staaten. Er fand am 5. November 2023 statt.
Er ist Teil der World Marathon Majors 2023 und hat das Etikett Platinum Label der World Athletics Label Road Races 2023.

## Ergebnisse

### Männer
| Platz | Athlet                | Nation             | Zeit    |
| ----- | --------------------- | ------------------ | ------- |
| 01    | Tamirat Tola          | Äthiopien          | 2:04:58 |
| 02    | Albert Korir          | Kenia              | 2:06:57 |
| 03    | Shura Kitata          | Äthiopien          | 2:07:11 |
| 04    | Abdi Nageeye          | Niederlande        | 2:10:21 |
| 05    | Koen Naert            | Belgien            | 2:10:25 |
| 06    | Maru Teferi           | Israel             | 2:10:28 |
| 07    | Iliass Aouani         | Italien            | 2:10:54 |
| 08    | Edward Cheserek       | Kenia              | 2:11:07 |
| 09    | Jemal Yimer Mekonnen  | Äthiopien          | 2:11:31 |
| 10    | Futsum Zienasellassie | Vereinigte Staaten | 2:12:09 |

### Frauen
| Platz | Athletin           | Nation             | Zeit    |
| ----- | ------------------ | ------------------ | ------- |
| 01    | Hellen Obiri       | Kenia              | 2:27:23 |
| 02    | Letesenbet Gidey   | Äthiopien          | 2:27:29 |
| 03    | Sharon Lokedi      | Kenia              | 2:27:33 |
| 04    | Brigid Kosgei      | Kenia              | 2:27:45 |
| 05    | Mary Ngugi         | Kenia              | 2:27:53 |
| 06    | Viola Cheptoo      | Kenia              | 2:28:11 |
| 07    | Edna Kiplagat      | Kenia              | 2:29:40 |
| 08    | Kellyn Taylor      | Vereinigte Staaten | 2:29:48 |
| 09    | Molly Huddle       | Vereinigte Staaten | 2:32:02 |
| 10    | Fantu Zewude Jifar | Äthiopien          | 2:34:10 |